# Doha Metro

Logo

Netzschema der Doha Metro (Phase 1)

Die Metro Doha ist eine U-Bahn in der katarischen Hauptstadt Doha.
Die Eisenbahnbehörde Katars, Qatar Rail, hat Betrieb und Wartung der Doha Metro, wie auch für die Stadtbahn Lusail, für 20 Jahre an RKH Qitarat vergeben. RKH Qitarat ist ein Konsortium von Hamad Group (51 %) und den international operierenden französischen Verkehrskonzernen Keolis und RATP Dev (49 %).

## Konzeptstudie
Angeregt durch entsprechende Metrosysteme der benachbarten Golfstädte in den Vereinigten Arabischen Emiraten, der bereits fahrenden Metro Dubai und der im Planungsstadium befindlichen Metro Abu Dhabi, wurde vom katarischen Verkehrsministerium in einer Machbarkeitsstudie geprüft, ob auch für Doha eine Metro sinnvoll wäre.
Die Eckdaten sprachen eindeutig für ein solches System: Der sich an der Küste immer weiter nach Norden durch Urbanisationsprojekte wie Lusail City ausdehnende Siedlungsraum, bei gleichzeitig anhaltender Siedlungsverdichtung im Hinterland, wachsen bis 2020 zu einem Siedlungscluster Doha von mindestens 1 Million Einwohnern.
Erste Vorstellungen der Konzeptstudie gingen dahin, eine Metro mit insgesamt 85 Kilometern Streckenlänge zu bauen; davon eine Strecke an der Ostküste nach Norden entlang, eine Schnellstrecke unter anderem zum Flughafen Doha, eine Gütertransportstrecke für die Gewerbezonen und eine Strecke eines eher S-Bahn-artigen Light-Rail-Systems. Die Metro Doha soll vor allem auch die weit auseinanderliegenden Vororte Dohas und Neubaugebiete wie Lusail, Education City und West Bay zusammenbinden.

## Rolle als Baustein im Katar-Bahnprojekt
Die Metro Doha ist nach neuesten Planungen ein integrierter Teil des Gesamtschienenplans für Katar. DB International, eine Tochter der Deutschen Bahn AG, wurde beauftragt, ein Schienensystem für Fracht- und Personenverkehr für die Halbinsel zu entwickeln. Vorgesehen ist eine Anbindung Katars an das Schienennetz von Saudi-Arabien im Süden und eine Schnellstrecken-Verbindung über die westlich geplante Seebrücke nach Bahrain. In den dichter besiedelten Gebieten im Raum Doha soll es Erschließungen in die Fläche geben. Das integrierte System besteht somit aus rund 350 Kilometern Fernstrecken auch mit Güterverkehr, und weiteren rund 300 Kilometern S-Bahn-Strecken (Light Rail System) in der dichter besiedelten Region, davon 85 Kilometer Metro-Strecken zum Teil in Tunnel im engeren Ballungsraum Doha. Nach Vergabe der Fußball-Weltmeisterschaft 2022 an Katar kommt der Metro Doha und dem Light-Railway-System eine besondere Bedeutung zu, da jedes der zwölf WM-Stadien einen Schienenanschluss bekommen soll.

## Projektverlauf
Das Verkehrsministerium hat im Juli 2011 die erste Ausbaustufe des auf $150 Milliarden Katar-Riyal veranschlagten Metroprojekts ausgeschrieben. Es umfasst 22 Kilometer Tunnelstrecke und 15 Tunnelstationen. Um den Auftrag haben sich international 60 Firmenkonsortien beworben. Bereits im Oktober 2011 wurde jedoch angekündigt, den Prozess bis zum vierten Quartal 2012 zu verzögern, um noch präzisere Pläne zu erarbeiten. Die vom Auftraggeber anvisierte Inbetriebnahme der Metro tendierte auf 2017, wobei möglichst schon eine Verbindung zu den geplanten Bahnstrecken auf dem Festland hergestellt sein sollte.
2013 wurden Aufträge für die Planung und den Bau der Doha Metro im Gesamtwert von $30 Milliarden Katar-Riyal vergeben:
| Umfang                                                  | Details                        | Wert                     | Konsortium / Joint Venture |
| ------------------------------------------------------- | ------------------------------ | ------------------------ | --- |
| Planung und Bau Rote Linie (Nord) (Tunnelstrecke)       | 2 × 13 km Tunnel 7 Stationen   | 8 Milliarden Katar-Riyal | Salini-Impregilo (Italien), SK Engineering and Construction (Südkorea), Galfar al Misnad (Katar)                                       |
| Planung und Bau Rote Linie (Süd) (Tunnelstrecke)        | 2 × 13,8 km Tunnel 6 Stationen | 8 Milliarden Katar-Riyal | Qatari Diar Vinci Construction (QDVC) (Katar), GS Engineering & Construction Corporation (Südkorea), Darwish Engineering (Katar)       |
| Planung und Bau Grüne Linie (Tunnelstrecke)             | 2 × 16,6 km Tunnel 8 Stationen | 8 Milliarden Katar-Riyal | Porr-Gruppe (Österreich), Saudi Binladin Group (SBG) (Katar), Hamad Bin Khalid (HBK) Contracting (Katar)                               |
| Planung und Bau Stationen Msheireb und Education City   | bis zu 42 m Tiefe              | 4 Milliarden Katar-Riyal | Samsung C&T (Südkorea), Obrascón Huarte Lain (OHL) (Spanien), Qatar Building Company (Katar)                                           |
| Planung und Bau Rote Linie (Süd) (oberirdische Strecke) | 6,97 km 3 Stationen            | 506 Millionen Euro       | Fomento de Construcciones y Contratas (FCC) (Spanien) Archirodon (Griechenland), Yüksel (Türkei), Petroserv Ltd (Katar)                |
| Planung und Bau Goldene Linie                           | 2 × 16 km Tunnel 13 Stationen  | 3,2 Milliarden Euro      | Aktor (Ellaktor) (Griechenland) Yapı Merkezi (Türkei), STFA (Türkei) Larsen & Toubro Construction (Indien) Aljaber Engineering (Katar) |
| Projektmanagement und -überwachung                      | Phase 1                        | 234 Millionen US-Dollar  | Systra und Parsons Brinckerhoff |
| Systemtechnik, Fahrzeuge, und Gleisbau sowie Wartung    | Phase 1                        | 400 Milliarden Yen       | Mitsubishi Heavy Industries, Mitsubishi Corporation, Hitachi, Kinki Sharyō, und Thales Canada Inc.                                     |

Bei dem Bau der Tunnelstrecken sollen 21 Tunnelbaumaschinen der Firma Herrenknecht eingesetzt werden.
Anfang 2014 wurde der Auftrag für den Bau des Südabschnitts der Roten Linie vergeben sowie ein Auftrag für die Projektüberwachung.
Ende April 2014 wurde der Auftrag für den Bau der Goldenen Linie an ein Joint Venture vergeben, das von Aktor (einem Unternehmen der Ellaktor-Gruppe aus Griechenland) geführt wird.
Im Februar 2015 wurde ein Konsortium geführt von Mitsubishi mit der Planung, Lieferung und Durchführung des Gleisbaus, der Systemtechnik und der 75 Züge beauftragt, sowie mit 20-jähriger Wartung des Systems. Das fahrerlose Metrosystem ging im Oktober 2019[veraltet] in Betrieb.

## Streckennetz
Die Strecke der Goldenen Linie (Golden / Historic Line) verläuft unterirdisch in ost-westlicher Richtung zwischen der Villaggio Mall und dem nördlichen Ende der Landebahnen am jetzigen Internationalen Flughafen Doha. Die Strecke der Grünen Linie (Green / Education Line) beginnt im Westen am Al Rayyan Stadion, verläuft zuerst oberirdisch und ab der Dukhan Highway im Tunnel, vorbei an Education City bis zur Msheireb Station. Die Strecke der Roten Linie (Red Line / Coastal Line) verbindet die nördlichen mit den südlichen Stadtteilen. Sie beginnt in Lusail City und verläuft an der Oberfläche bis hinter das Gelände der Qatar Universität, danach unterquert sie im Tunnel die zentralen Bereiche von Doha entlang der Küste. An der zentralen Station Msheireb trifft sie auf die anderen Linien, schwenkt dann nach Osten zur Al Matar Street. Südlich der Landebahnen des jetzigen Internationalen Flughafens gibt es einen Abzweig zum neuen Hamad International Airport. Der Hauptzweig der Roten Linie verläuft nach dem Abzweig an der Oberfläche am Depotgelände vorbei und endet dann nördlich von Al Wakra.
| Linie                  | Station                | Anmerkungen                                                                       |
| ---------------------- | ---------------------- | --------------------------------------------------------------------------------- |
| Golden / Historic Line | Al Aziziyah            | westliche Endstation, Villaggio-Einkaufszentrum und Khalifa International Stadium |
|                        | Sport City             |                                                                                   |
|                        | Al Waab QLM            |                                                                                   |
|                        | Al Sudan               |                                                                                   |
|                        | Joaan                  |                                                                                   |
|                        | Al Sadd                |                                                                                   |
|                        | Bin Mahmoud            |                                                                                   |
|                        | Msheireb               | zentrale Umsteigestation zu Red und Green Line                                    |
|                        | Souq Waqif             |                                                                                   |
|                        | National Museum        |                                                                                   |
|                        | Ras Bu Abboud          | östliche Endstation                                                               |
| Green / Education Line | Al Riffa               | westliche Endstation, Mall of Qatar und Ahmed bin Ali Stadium                     |
|                        | Education City         | Education City Stadium                                                            |
|                        | Qatar National Library |                                                                                   |
|                        | Al Shaqab              |                                                                                   |
|                        | Al Rayyan / Al Qadeem  |                                                                                   |
|                        | Al Messila             |                                                                                   |
|                        | Hamad Hospital         |                                                                                   |
|                        | The White Palace       |                                                                                   |
|                        | Al Bidda               | Umsteigemöglichkeit zur Red Line                                                  |
|                        | Msheireb               | zentrale Umsteigestation zu Red und Golden Line                                   |
|                        | Al Mansoura            | Endstation                                                                        |
| Red / Coastal Line     | Lusail QNB             | Nördliche Endstation, Anschluss Stadtbahn Lusail und Lusail Stadium               |
|                        | Qatar University       |                                                                                   |
|                        | Legtaifiya             |                                                                                   |
|                        | Katara                 |                                                                                   |
|                        | Al Qassar              |                                                                                   |
|                        | DECC                   |                                                                                   |
|                        | West Bay               |                                                                                   |
|                        | Corniche               |                                                                                   |
|                        | Al Bidda               | Umsteigemöglichkeit zur Green Line                                                |
|                        | Msheireb               | zentrale Umsteigestation zu Green und Golden Line                                 |
|                        | Al Doha / Al Jadeda    |                                                                                   |
|                        | Umm Ghuwailina         |                                                                                   |
|                        | Al Matar / Al Qadeem   |                                                                                   |
|                        | Oqba Ibn Nafie         | Abzweig zum New Doha International Airport (Hamad International Airport)          |
|                        | Free Zone              |                                                                                   |
|                        | Ras Bu                 | beim Abzweig zum Hauptdepot                                                       |
|                        | Al Wakra               | südliche Endstation                                                               |

## Besonderheiten
Zur Erhöhung der Sicherheit gibt es an jeder Station Bahnsteigtüren, die sich erst nach Halt des Zuges dahinter öffnen.
Im Zug gibt es drei verschiedene Bereiche:
- Gold Club (Erste Wagenklasse, nur mit entsprechendem Fahrschein nutzbar)
- Family (für Familien und alleinreisende Frauen)
- Standard (für sonstige Personen, im Wesentlichen alleinreisende Männer)

Das Betreten und Verlassen der Bahnhöfe ist nur durch Vorlage des Fahrscheins (Travelcard) an der automatischen Bahnsteigsperre möglich.